# What Lies Beneath
Esse artigo é sobre o filme. Se procura o álbum da cantora Tarja Turunen, veja What Lies Beneath (álbum).
What Lies Beneath (no Brasil, Revelação; em Portugal, A Verdade Escondida) é um filme americano de 2000, um suspense dirigido por Robert Zemeckis, com produção dos estúdios DreamWorks e Amblin Entertainment e efeitos especiais da Industrial Light & Magic.
Com roteiro de Clark Gregg, a produção é estrelada por Michelle Pfeiffer como a protagonista Claire Spencer e Harrison Ford como Norman Spencer. No elenco, ainda estão os nomes de Diana Scarwid (Jody), Miranda Otto e Amber Valletta.
Apenas nas salas de cinema da América do Norte coube à DreamWorks distribuir o filme, enquanto que no restante do planeta, a responsável pela distribuição foi a 20th Century Fox. A produção executiva da fita é de Steven Spielberg, um dos fundadores da DreamWorks (estúdio vendido em fevereiro de 2006 para a Paramount.

## Enredo
Claire Spencer imagina levar uma vida perfeita, pois seu marido é muito atencioso com ela e sua filha já está na idade de ir para a Universidade. Porém, sem que ela soubesse, seu marido, o Dr. Norman Spencer, sustentou um caso com uma aluna, que acabou sendo misteriosamente morta. Um ano após o fim da relação extraconjugal, Claire se depara com misteriosos ruídos e vozes em sua casa, e a partir daí, começa a ver também o fantasma de uma jovem mulher vagando por sua residência, tentando lhe dizer alguma coisa. 
O Dr. Spencer não dá muita importância ao que diz sua esposa, mas Claire percebe que realmente há algo de errado e começa a investigar por conta própria, seguindo as pistas dadas pela jovem fantasma. Quanto mais volta ao passado para descobrir o que a mulher tenta lhe mostrar, Claire passa a notar alguns desvios no comportamento de seu marido ao longo dos anos, até que a grande verdade de sua história vem à tona.

## Premiações
- What Lies Beneath ganhou o ASCAP 2001 para a trilha sonora assinada por Alan Silvestri.

- O filme recebeu 3 indicações para o Saturn Award 2001, prêmio concedido pela Academia Cinematográfica de Ficção Científica, Fantasia e Horror, nas categorias de Melhor Atriz (Michelle Pfeiffer), Melhor Diretor (Robert Zemeckis) e Melhor Filme - Horror.

- What Lies Beneath ganhou 2 Blockbuster Entertainment Award - prêmio oferecido pela indústria cinematográfica - nas categorias de Melhor Ator - Suspense (Harrison Ford) e Melhor Atriz - Suspense (Michelle Pfeiffer), sendo também indicado como Melhor Atriz Coadjuvante (Diana Scarwid).